# Wilczanki

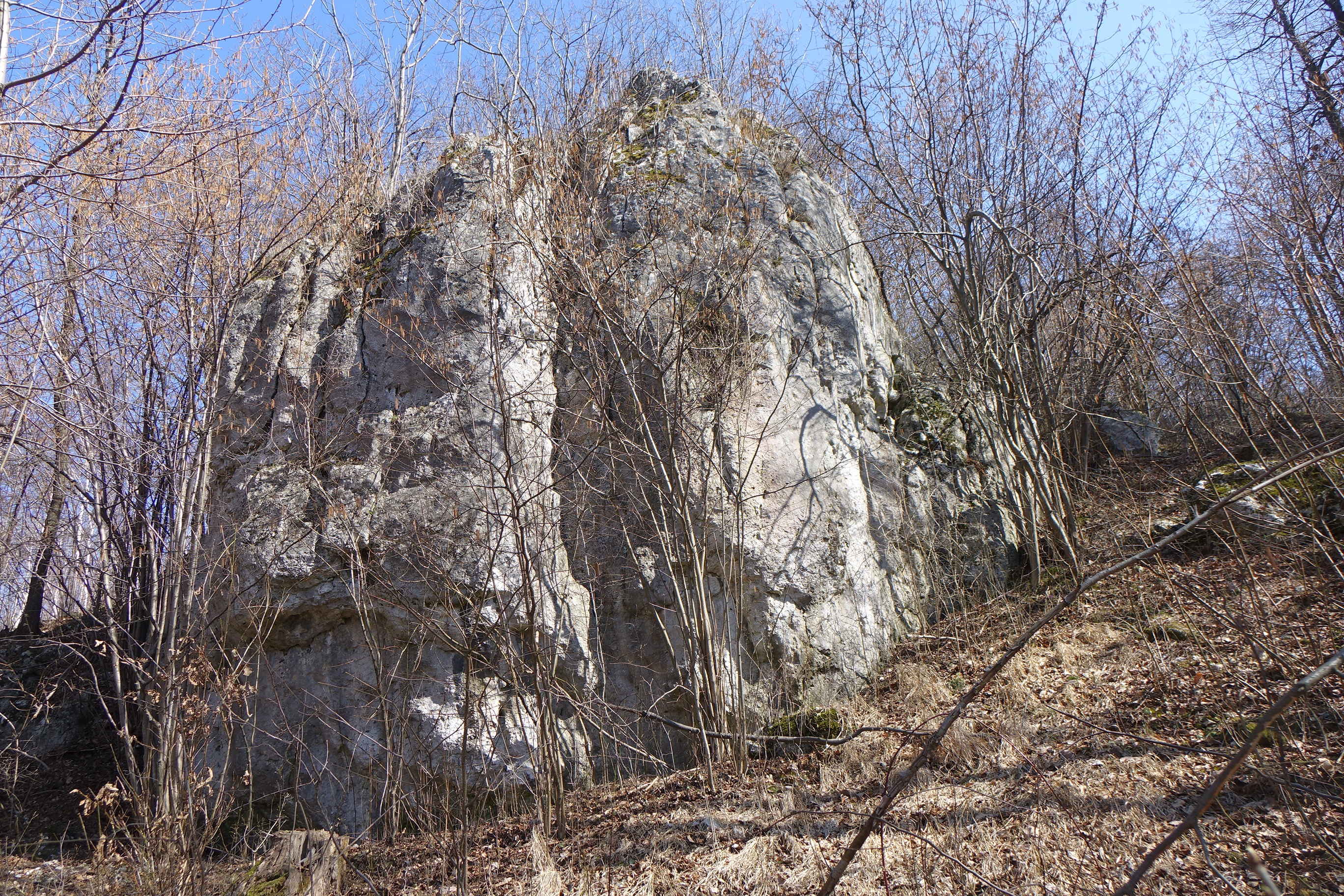
Jedna ze skał

Wilczanki – grupa skał we wsi Bębło w województwie małopolskim, w powiecie krakowskim, w gminie Wielka Wieś. Znajdują się na Wyżynie Olkuskiej będącej częścią Wyżyny Krakowsko-Częstochowskiej.
Wilczanki znajdują się w porośniętym bukowo-grabowym lasem orograficznie lewych zboczach suchego wąwozu na wschodnich obrzeżach wsi Bębło, przy granicy z polami wsi Wierzchowie. Wąwóz ten jest orograficznie prawym odgałęzieniem Doliny Kluczwody. Uchodzi do niej naprzeciwko Jaskini Mamutowej. Wilczanki wznoszą się na wysokość 438 m n.p.m. Są to kilkumetrowej wysokości skały wapienne. Jest w nich kilka jaskiń: Jaskinia w Wilczankach, Koleba w Wilczankach, Schronisko w Wilczankach Pierwsze, Schronisko w Wilczankach Drugie, Schronisko w Wilczankach Trzecie.